# Wirkesburg
Die Wirkesburg, auch Witte Burg genannt, war eine kleine frühmittelalterliche Ringwallanlage, deren Reste sich auf der Westseite des Deisters beim Lauenauer Ortsteil Feggendorf in Niedersachsen befinden. Die Wallburg am Berghang diente wahrscheinlich der Bevölkerung als Fliehburg, könnte aber auch als befestigter Adelssitz gedient haben. Die Entstehungs- und Nutzungszeit der archäologisch noch nicht untersuchten Anlage wird in das 10. bis 12. Jahrhundert eingeordnet.

## Lage
Die frühere Befestigungsanlage befindet sich in einem Waldstück am Westhang des Deisters, etwa 500 m östlich des Ortsrandes von Feggendorf. Sie liegt nur etwa 600 m südlich der Heisterburg, einer wesentlich größeren Wallanlage ähnlicher Bauweise. Die Wirkesburg wurde auf einem abfallenden Geländerücken angelegt. An zwei Seiten gewährten Bachläufe natürlichen Schutz. Im 19. Jahrhundert wurde die Wallanlage mittig von einem Forstweg und eine Bahntrasse durchschnitten. Die nicht mehr vorhandene Bahnlinie führte zum oberhalb gelegenen, heute stillgelegten Kohlebergwerk Feggendorfer Stollen (heute Besucherbergwerk). An der Wallburg führen seitlich alte Hohlwege zum Deisterkamm hinauf.

## Beschreibung
Von der Befestigungsanlage sind heute nur noch Erdwälle vorhanden. Auf ihnen liegen viele ortstypische Kalksteine, die anscheinend einst zum Wall gehörten. In den etwa zwei Meter  hohen Wallaufschüttungen von Haupt- und Vorburg sind Reste einer Mörtelmauer vorhanden. Das spricht für eine ehemals mehrere Meter hohe Steinmauer, die den Wällen vorgesetzt war. Diese Bauweise, teilweise unter Verwendung von Baumstämmen, ist bei ähnlich gestalteten Anlagen aus gleicher Zeit in der näheren Umgebung anzutreffen.
Das Kernwerk der Wirkesburg bildet ein Ringwall von etwa 50 m Durchmesser, der eine Fläche von etwa 0,2 ha einnimmt. Am darunter liegenden Hang schließt sich eine Vorburg von 4 ha Größe an. Beide Befestigungen waren von einem Graben umgeben. Der Wall der Hauptburg ist ungleichmäßig gut erhalten, im Nordwesten ist er 5–6 m breit und 1–1,5 m hoch. Der vorgelagerte Graben ist im Osten auf 4 m Breite und 1 m Tiefe erhalten. In anderen Bereichen ist er nur noch als Terrasse sichtbar. 
Unterhalb der Anlage gibt es zwei mächtige Vorwälle. Sie sind besser erhalten als die Wälle der Hauptwerke. Der erste Vorwall ist drei Meter hoch, und der ihm vorgelagerte Graben weist eine Tiefe von etwa zwei Meter  auf. Der zweite, 300 m lange Vorwall weist eine Höhe von 4 m auf und besitzt einen vier Meter tiefen Graben. Außerdem finden sich im Gelände seitlich der Vorwälle zwei kleine Wallgrabenstücke.

## Nutzung und Entstehungsdeutung

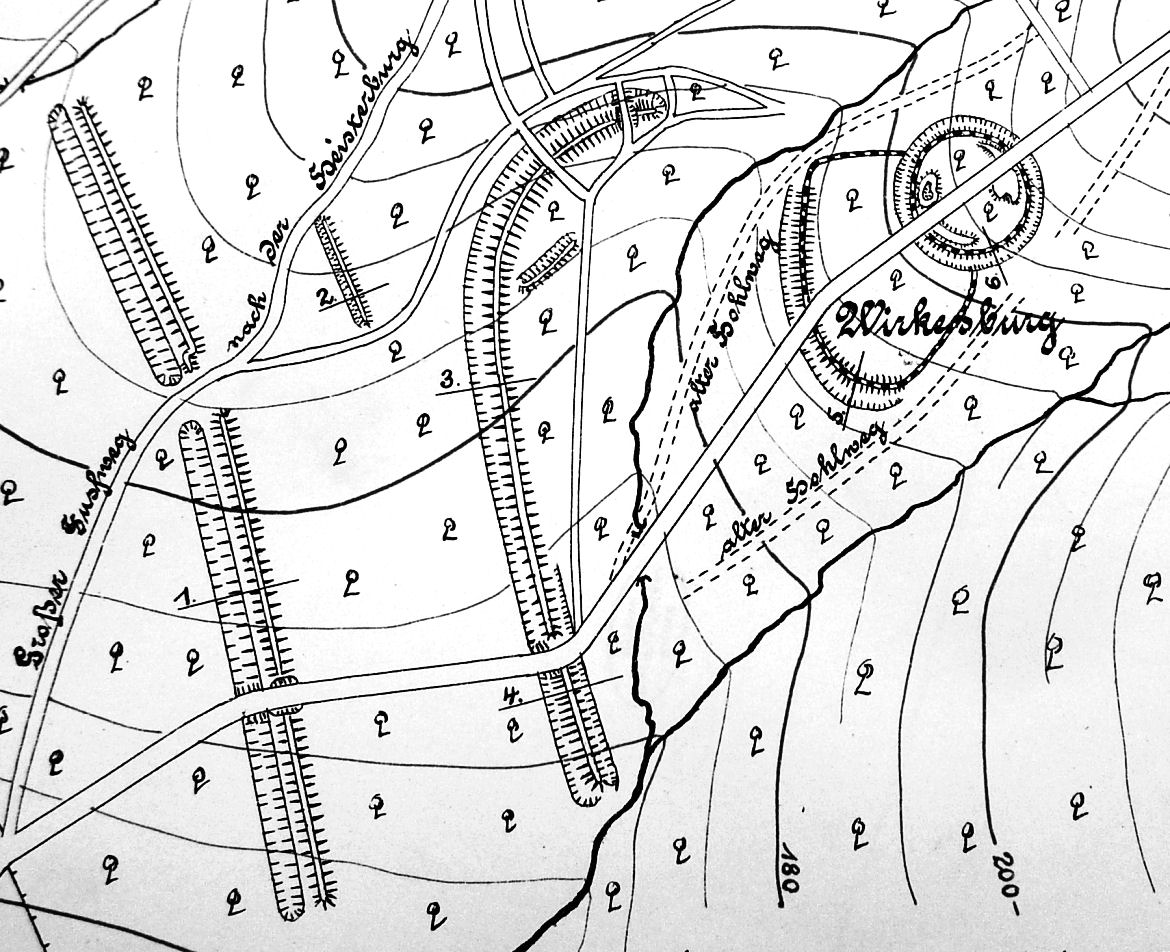
Lageskizze von Carl Schuchhardt um 1900

Aufgrund der Bauweise wird vermutet, dass die Anlage im 10. bis 12. Jahrhundert entstand und genutzt wurde. Eine archäologische Untersuchung hat bisher nicht stattgefunden. Der Archäologe Carl Schuchhardt führte 1904 lediglich eine oberflächliche Sondierung durch, die keine Funde ergab.
Einer Theorie nach könnten als Erbauer der Anlage Vertreter der Billunger oder Welfen infrage kommen, die seit dem 11. Jahrhundert im Raum Lauenau ansässig waren. Wegen der Größe und des Aufbaus kommt als Funktion der Wallanlage nur eine Fliehburg infrage. In Zeiten der Gefahr konnte hier die Bevölkerung der Umgebung mit ihrem Vieh Zuflucht suchen.

## Ähnliche Befestigungsanlagen der näheren Umgebung
- In der Ebene:
  - Isenburg bei Barsinghausen-Landringhausen
  - Düsselburg bei Rehburg
  - Lüningsburg bei Neustadt am Rübenberge

- In der Höhe:
  - Heisterburg bei Lauenau-Feggendorf
  - Barenburg bei Eldagsen
  - Heisterschlösschen bei Beckedorf
  - Kukesburg bei Springe-Altenhagen
  - Bennigser Burg bei Bredenbeck-Steinkrug
  - Sachsenwall bei Nordstemmen

Befestigungswerke dieser Art wurden von der archäologischen Forschung ursprünglich als sächsisch oder als Heinrichsburgen angesehen. Die neuere Forschung ordnet die Bauwerke im Raum der Mittelweser und der Leine dagegen einer Zeitspanne vom 8.–12. Jahrhundert zu. Wegen fehlender Besiedlung dürften die Anlagen nur sporadisch genutzt worden sein und als Fliehburgen gedient haben. Bei den im Deisterraum gelegenen Anlagen (Wirkesburg, Bennigser Burg, Heisterschlösschen) ist typisch, das sie auf abfallenden Bergrücken und in der Nähe eines Bachlaufs errichtet wurden.